# Paradioxys ruyanensis
Paradioxys ruyanensis is een vliesvleugelig insect uit de familie Megachilidae. De wetenschappelijke naam van de soort is voor het eerst geldig gepubliceerd in 1998 door Baker.